# UEFA Europa League 2019-2020 (fase a gironi)
La fase a gironi della UEFA Europa League 2019-2020 si è disputata tra il 19 settembre e il 12 dicembre 2019. Hanno partecipato a questa fase della competizione 48 club: 24 di essi si sono qualificati alla successiva fase a eliminazione diretta, composta da 32 squadre, che conduce alla finale di Colonia.

## Date
| Fase          | Turno            | Sorteggio                               | Data              |
| ------------- | ---------------- | --------------------------------------- | ----------------- |
| Fase a gironi | Prima giornata   | 31 agosto 2019, ore 13:00 CEST (Monaco) | 19 settembre 2019 |
| Fase a gironi | Seconda giornata | 31 agosto 2019, ore 13:00 CEST (Monaco) | 3 ottobre 2019    |
| Fase a gironi | Terza giornata   | 31 agosto 2019, ore 13:00 CEST (Monaco) | 24 ottobre 2019   |
| Fase a gironi | Quarta giornata  | 31 agosto 2019, ore 13:00 CEST (Monaco) | 6-7 novembre 2019 |
| Fase a gironi | Quinta giornata  | 31 agosto 2019, ore 13:00 CEST (Monaco) | 28 novembre 2019  |
| Fase a gironi | Sesta giornata   | 31 agosto 2019, ore 13:00 CEST (Monaco) | 12 dicembre 2019  |

## Squadre
| Legenda                                                                       |
| ----------------------------------------------------------------------------- |
| I club primi e secondi classificati avanzano alla fase a eliminazione diretta |
| I club terzi e quarti classificati sono eliminati                             |

| Squadre          | Coeff   |
| Urna 1           | Urna 1  |
| ---------------- | ------- |
| Siviglia         | 104.000 |
| Arsenal          | 101.000 |
| Porto            | 93.000  |
| Roma             | 81.000  |
| Manchester Utd   | 78.000  |
| Dinamo Kiev      | 65.000  |
| Beşiktaş         | 62.000  |
| Basilea          | 54.500  |
| Sporting Lisbona | 50.000  |
| CSKA Mosca       | 48.000  |
| Wolfsburg        | 40.000  |
| Lazio            | 37.000  |

| Squadre               | Coeff  |
| Urna 2                | Urna 2 |
| --------------------- | ------ |
| PSV                   | 37.000 |
| Krasnodar             | 34.500 |
| Celtic                | 31.000 |
| Copenaghen            | 31.000 |
| Braga                 | 31.000 |
| Gent                  | 29.500 |
| Borussia M'gladbach   | 29.000 |
| Young Boys            | 27.500 |
| Astana                | 27.500 |
| Ludogorec             | 27.000 |
| APOEL                 | 25.500 |
| Eintracht Francoforte | 24.000 |

| Squadre             | Coeff  |
| Urna 3              | Urna 3 |
| ------------------- | ------ |
| Saint-Étienne       | 23.000 |
| Qarabağ             | 22.000 |
| Feyenoord           | 22.000 |
| Getafe              | 20.713 |
| Espanyol            | 20.713 |
| Malmö FF            | 20.000 |
| Partizan            | 18.000 |
| Standard Liegi      | 17.500 |
| Wolverhampton       | 17.092 |
| Rennes              | 11.699 |
| Rosenborg           | 11.500 |
| İstanbul Başakşehir | 10.500 |

| Squadre           | Coeff  |
| Urna 4            | Urna 4 |
| ----------------- | ------ |
| AZ Alkmaar        | 10.500 |
| Vitória Guimarães | 9.646  |
| Trabzonspor       | 8.000  |
| Oleksandrija      | 7.780  |
| F91 Dudelange     | 6.250  |
| LASK              | 6.250  |
| Wolfsberger       | 6.250  |
| Slovan Bratislava | 6.000  |
| Lugano            | 6.000  |
| Rangers           | 5.250  |
| CFR Cluj          | 3.500  |
| Ferencváros       | 3.500  |

## Sorteggio
| Gruppo | 1ª fascia        | 2ª fascia             | 3ª fascia           | 4ª fascia         |
| ------ | ---------------- | --------------------- | ------------------- | ----------------- |
| A      | Siviglia         | APOEL                 | Qarabağ             | F91 Dudelange     |
| B      | Dinamo Kiev      | Copenaghen            | Malmö FF            | Lugano            |
| C      | Basilea          | Krasnodar             | Getafe              | Trabzonspor       |
| D      | Sporting Lisbona | PSV                   | Rosenborg           | LASK              |
| E      | Lazio            | Celtic                | Rennes              | CFR Cluj          |
| F      | Arsenal          | Eintracht Francoforte | Standard Liegi      | Vitória Guimarães |
| G      | Porto            | Young Boys            | Feyenoord           | Rangers           |
| H      | CSKA Mosca       | Ludogorec             | Espanyol            | Ferencváros       |
| I      | Wolfsburg        | Gent                  | Saint-Étienne       | Oleksandrija      |
| J      | Roma             | Borussia M'gladbach   | İstanbul Başakşehir | Wolfsberger       |
| K      | Beşiktaş         | Braga                 | Wolverhampton       | Slovan Bratislava |
| L      | Manchester Utd   | Astana                | Partizan            | AZ Alkmaar        |

## Risultati

### Gruppo A
| Squadra       | Pt | G | V | N | P | GF | GS | DG  |
| ------------- | -- | - | - | - | - | -- | -- | --- |
| Siviglia      | 15 | 6 | 5 | 0 | 1 | 14 | 3  | +11 |
| APOEL         | 10 | 6 | 3 | 1 | 2 | 10 | 8  | +2  |
| Qarabağ       | 5  | 6 | 1 | 2 | 3 | 8  | 11 | -3  |
| F91 Dudelange | 4  | 6 | 1 | 1 | 4 | 8  | 18 | -10 |

| Arbitro: | Jevhen Aranovs'kyj |

|  |           |                                    |
|  | Marcatori | 62’ Hernández 78’ Munir 85’ Torres |

| Arbitro: | Dumitru Muntean |

|                                          |           |                                       |
| Pavlović 54’, 58’ De Vincenti 56’ (rig.) | Marcatori | 36’, 82’ Sinani 51’ Bernier 72’ Stolz |

| Arbitro: | John Beaton |

|             |           |                                                            |
| Bernier 90’ | Marcatori | 11’ Zoubir 30’ Míchel 37’ (rig.) Almeida 69’ Dani Quintana |

| Arbitro: | Bas Nijhuis |

|               |           |  |
| Hernández 17’ | Marcatori |  |

| Arbitro: | Filip Glova |

|                              |           |                                   |
| Dani Quintana 13’ Ailton 58’ | Marcatori | 29’ (aut.) Medvedev 45’ Hallenius |

| Arbitro: | Anastasios Papapetrou |

|                            |           |  |
| Vázquez 48’, 75’ Munir 78’ | Marcatori |  |

| Arbitro: | Vilhjálmur Alvar Þórarinsson |

|                 |           |                                     |
| Sinani 69’, 80’ | Marcatori | 17’, 36’ Dabour 27’, 33’, 67’ Munir |

| Arbitro: | Manuel Schüttengruber |

|                       |           |              |
| Souza 59’ Ioannou 88’ | Marcatori | 10’ Medvedev |

| Arbitro: | Mohammed Al-Hakim |

|                      |           |  |
| Gil 61’ Dabour 90+2’ | Marcatori |  |

| Arbitro: | Gianluca Rocchi |

|  |           |                             |
|  | Marcatori | 12’ (rig.) Matić 43’ Merkīs |

| Arbitro: | Kristo Tohver |

|             |           |              |
| Gueye 90+1’ | Marcatori | 63’ Bougrine |

| Arbitro: | Nikola Dabanović |

|           |           |  |
| Savić 61’ | Marcatori |  |

### Gruppo B
| Squadra     | Pt | G | V | N | P | GF | GS | DG |
| ----------- | -- | - | - | - | - | -- | -- | -- |
| Malmö FF    | 11 | 6 | 3 | 2 | 1 | 8  | 6  | +2 |
| Copenaghen  | 9  | 6 | 2 | 3 | 1 | 5  | 4  | +1 |
| Dinamo Kiev | 7  | 6 | 1 | 4 | 1 | 7  | 7  | 0  |
| Lugano      | 3  | 6 | 0 | 3 | 3 | 2  | 5  | -3 |

| Arbitro: | Aleksandar Stavrev |

|                 |           |  |
| Bujal's'kij 84’ | Marcatori |  |

| Arbitro: | Fábio Veríssimo |

|            |           |  |
| Santos 50’ | Marcatori |  |

| San Gallo 3 ottobre 2019, ore 21:00 CEST 2ª giornata | Lugano     | 0 – 0 referto | Dinamo Kiev | Kybunpark (1 281 spett.)\| Arbitro: \| Karim Abed \| |
| Arbitro:                                             | Karim Abed |               |             |                                                      |

| Arbitro: | Deniz Aytekin |

|               |           |                      |
| Rosenberg 55’ | Marcatori | 45+5’ (aut.) Nielsen |

| Arbitro: | Rob Harvey |

|                              |           |            |
| Berget 13’ (rig.) Molins 32’ | Marcatori | 50’ Gerndt |

| Arbitro: | Halil Umut Meler |

|             |           |             |
| Šabanov 53’ | Marcatori | 2’ Sōtīriou |

| San Gallo 7 novembre 2019, ore 18:55 CET 4ª giornata | Lugano            | 0 – 0 referto | Malmö FF | Kybunpark (1 875 spett.)\| Arbitro: \| Giorgi Kruashvili \| |
| Arbitro:                                             | Giorgi Kruashvili |               |          |                                                             |

| Arbitro: | Tamás Bognár |

|          |           |            |
| Stage 4’ | Marcatori | 70’ Verbič |

| Arbitro: | Pavel Královec |

|                                             |           |                                       |
| Bengtsson 2’ Rosenberg 48’, 90+6’ Rakip 57’ | Marcatori | 18’ Mykolenko 39’ Cyhankov 77’ Verbič |

| Arbitro: | Aleksei Eskov |

|  |           |             |
|  | Marcatori | 27’ Thomsen |

| Arbitro: | Aliyar Aghayev |

|                |           |             |
| Cyhankov 90+4’ | Marcatori | 45’ Aratore |

| Arbitro: | Davide Massa |

|  |           |                             |
|  | Marcatori | 77’ (aut.) Papagiannopoulos |

### Gruppo C
| Squadra     | Pt | G | V | N | P | GF | GS | DG |
| ----------- | -- | - | - | - | - | -- | -- | -- |
| Basilea     | 13 | 6 | 4 | 1 | 1 | 12 | 4  | +8 |
| Getafe      | 12 | 6 | 4 | 0 | 2 | 8  | 4  | +4 |
| Krasnodar   | 9  | 6 | 3 | 0 | 3 | 7  | 11 | -4 |
| Trabzonspor | 1  | 6 | 0 | 1 | 5 | 3  | 11 | -8 |

| Arbitro: | Matej Jug |

|           |           |  |
| Ángel 18’ | Marcatori |  |

| Arbitro: | Mattias Gestranius |

|                                                     |           |  |
| Bua 9’, 40’ Zuffi 52’ Vilhena 55’ (aut.) Okafor 79’ | Marcatori |  |

| Arbitro: | Ivan Bebek |

|         |           |                |
| Ari 69’ | Marcatori | 36’, 61’ Ángel |

| Arbitro: | Marco Di Bello |

|                     |           |                       |
| Parmak 26’ Sosa 78’ | Marcatori | 20’ Widmer 80’ Okafor |

| Arbitro: | Harald Lechner |

|  |           |                        |
|  | Marcatori | 49’ Berg 90+2’ Vilhena |

| Arbitro: | Jérôme Brisard |

|  |           |          |
|  | Marcatori | 18’ Frei |

| Arbitro: | Benoît Bastien |

|                                              |           |                |
| Asan 27’ (aut.) Fernandes 34’ Ignat'ev 90+3’ | Marcatori | 90+4’ Nwakaeme |

| Arbitro: | Serhij Bojko |

|                    |           |                 |
| Cabral 8’ Frei 60’ | Marcatori | 45’ (rig.) Mata |

| Arbitro: | Andris Treimanis |

|  |           |          |
|  | Marcatori | 50’ Mata |

| Arbitro: | Bobby Madden |

|                |           |  |
| Ari 72’ (rig.) | Marcatori |  |

| Arbitro: | Daniel Siebert |

|                                   |           |  |
| Cabrera 76’ Molina 78’ Kenedy 86’ | Marcatori |  |

| Arbitro: | Aleksandar Stavrev |

|                        |           |  |
| Widmer 21’ Stocker 72’ | Marcatori |  |

### Gruppo D
| Squadra          | Pt | G | V | N | P | GF | GS | DG |
| ---------------- | -- | - | - | - | - | -- | -- | -- |
| LASK             | 13 | 6 | 4 | 1 | 1 | 11 | 4  | +7 |
| Sporting Lisbona | 12 | 6 | 4 | 0 | 2 | 11 | 7  | +4 |
| PSV              | 8  | 6 | 2 | 2 | 2 | 9  | 12 | -3 |
| Rosenborg        | 1  | 6 | 0 | 1 | 5 | 3  | 11 | -8 |

| Arbitro: | Ivan Kružliak |

|                                           |           |                                 |
| Malen 19’ Coates 25’ (aut.) Baumgartl 48’ | Marcatori | 38’ (rig.) Fernandes 82’ Mendes |

| Arbitro: | Donatas Rumšas |

|               |           |  |
| Holland 45+3’ | Marcatori |  |

| Arbitro: | Halil Umut Meler |

|               |           |                                              |
| Adegbenro 70’ | Marcatori | 14’ Rosario 38’ (aut.) Meling 41’, 79’ Malen |

| Arbitro: | Alain Durieux |

|                                 |           |           |
| Luiz Phellype 58’ Fernandes 63’ | Marcatori | 16’ Raguž |

| Arbitro: | Lawrence Visser |

|             |           |  |
| Bolasie 70’ | Marcatori |  |

| Eindhoven 24 ottobre 2019, ore 21:00 CEST 3ª giornata | PSV            | 0 – 0 referto | LASK | Philips Stadion (29 000 spett.)\| Arbitro: \| Chris Kavanagh \| |
| Arbitro:                                              | Chris Kavanagh |               |      |                                                                 |

| Arbitro: | Kevin Clancy |

|  |           |                          |
|  | Marcatori | 16’ Coates 38’ Fernandes |

| Arbitro: | Radu Petrescu |

|                                        |           |                   |
| Ranftl 56’ Frieser 60’ Klauss 78’, 82’ | Marcatori | 5’ (rig.) Schwaab |

| Arbitro: | Orel Grinfeeld |

|                                                   |           |  |
| Phellype 9’ Fernandes 16’, 64’ (rig.) Mathieu 43’ | Marcatori |  |

| Arbitro: | Giorgi Kruashvili |

|             |           |                           |
| Johnsen 45’ | Marcatori | 20’ Goiginger 54’ Frieser |

| Arbitro: | Vitali Meshkov |

|               |           |             |
| Ihattaren 63’ | Marcatori | 22’ Helland |

| Arbitro: | William Collum |

|                                           |           |  |
| Trauner 23’ Klauss 38’ (rig.) Raguž 90+3’ | Marcatori |  |

### Gruppo E
| Squadra  | Pt | G | V | N | P | GF | GS | DG |
| -------- | -- | - | - | - | - | -- | -- | -- |
| Celtic   | 13 | 6 | 4 | 1 | 1 | 10 | 6  | +4 |
| CFR Cluj | 12 | 6 | 4 | 0 | 2 | 6  | 4  | +2 |
| Lazio    | 6  | 6 | 2 | 0 | 4 | 6  | 9  | -3 |
| Rennes   | 4  | 6 | 1 | 1 | 4 | 5  | 8  | -3 |

| Arbitro: | José María Sánchez Martínez |

|                  |           |                     |
| Niang 38’ (rig.) | Marcatori | 59’ (rig.) Christie |

| Arbitro: | Daniel Stefański |

|                            |           |            |
| Deac 41’ (rig.) Omrani 75’ | Marcatori | 25’ Bastos |

| Arbitro: | Serhij Bojko |

|                                   |           |           |
| Milinković-Savić 63’ Immobile 75’ | Marcatori | 55’ Morel |

| Arbitro: | Daniel Siebert |

|                             |           |  |
| Édouard 20’ Elyounoussi 59’ | Marcatori |  |

| Arbitro: | Ivan Bebek |

|                          |           |             |
| Christie 67’ Jullien 89’ | Marcatori | 40’ Lazzari |

| Arbitro: | Aleksej Es'kov |

|  |           |         |
|  | Marcatori | 9’ Deac |

| Arbitro: | Tobias Stieler |

|             |           |                          |
| Immobile 7’ | Marcatori | 38’ Forrest 90+5’ Ntcham |

| Arbitro: | Tiago Martins |

|            |           |  |
| Rondón 87’ | Marcatori |  |

| Arbitro: | Espen Eskås |

|                                        |           |           |
| Morgan 22’ Christie 45+1’ Johnston 74’ | Marcatori | 89’ Hunou |

| Arbitro: | Ali Palabıyık |

|            |           |  |
| Correa 24’ | Marcatori |  |

| Arbitro: | Srđan Jovanović |

|                  |           |  |
| Gnagnon 31’, 87’ | Marcatori |  |

| Arbitro: | Halis Özkahya |

|                       |           |  |
| Burcă 49’ Đoković 70’ | Marcatori |  |

### Gruppo F
| Squadra               | Pt | G | V | N | P | GF | GS | DG |
| --------------------- | -- | - | - | - | - | -- | -- | -- |
| Arsenal               | 11 | 6 | 3 | 2 | 1 | 14 | 7  | +7 |
| Eintracht Francoforte | 9  | 6 | 3 | 0 | 3 | 8  | 10 | -2 |
| Standard Liegi        | 8  | 6 | 2 | 2 | 2 | 8  | 10 | -2 |
| Vitória Guimarães     | 5  | 6 | 1 | 2 | 3 | 7  | 10 | -3 |

| Arbitro: | Davide Massa |

|  |           |                                     |
|  | Marcatori | 38’ Willock 85’ Saka 88’ Aubameyang |

| Arbitro: | Sergej Ivanov |

|                               |           |  |
| Hanin 66’ (aut.) M'Poku 90+1’ | Marcatori |  |

| Arbitro: | Radu Petrescu |

|  |           |             |
|  | Marcatori | 36’ N'Dicka |

| Arbitro: | Sandro Schärer |

|                                              |           |  |
| Martinelli 13’, 16’ Willock 22’ Ceballos 57’ | Marcatori |  |

| Arbitro: | Serdar Gözübüyük |

|                                |           |                             |
| Martinelli 32’ Pépé 80’, 90+3’ | Marcatori | 9’ Edwards 37’ Bruno Duarte |

| Arbitro: | Daniel Stefański |

|                             |           |             |
| Abraham 28’ Hinteregger 73’ | Marcatori | 82’ Amallah |

| Arbitro: | Halis Özkahya |

|                    |           |             |
| Bruno Duarte 90+1’ | Marcatori | 81’ Mustafi |

| Arbitro: | Matej Jug |

|                                |           |            |
| Vanheusden 56’ Lestienne 90+4’ | Marcatori | 65’ Kostić |

| Arbitro: | Serhij Bojko |

|               |           |                      |
| Pereira 45+2’ | Marcatori | 40’ (rig.) Lestienne |

| Arbitro: | Ruddy Buquet |

|                  |           |                 |
| Aubameyang 45+1’ | Marcatori | 55’, 64’ Kamada |

| Arbitro: | Gediminas Mažeika |

|                         |           |                                       |
| da Costa 31’ Kamada 38’ | Marcatori | 8’ Rochinha 85’ Elmusrati 87’ Edwards |

| Arbitro: | Andreas Ekberg |

|                         |           |                        |
| Bastien 47’ Amallah 69’ | Marcatori | 78’ Lacazette 81’ Saka |

### Gruppo G
| Squadra    | Pt | G | V | N | P | GF | GS | DG |
| ---------- | -- | - | - | - | - | -- | -- | -- |
| Porto      | 10 | 6 | 3 | 1 | 2 | 8  | 9  | -1 |
| Rangers    | 9  | 6 | 2 | 3 | 1 | 8  | 6  | +2 |
| Young Boys | 8  | 6 | 2 | 2 | 2 | 8  | 7  | +1 |
| Feyenoord  | 5  | 6 | 1 | 2 | 3 | 7  | 9  | -2 |

| Arbitro: | Andris Treimanis |

|                |           |                  |
| Soares 8’, 29’ | Marcatori | 15’ (rig.) Nsame |

| Arbitro: | Antonio Mateu Lahoz |

|         |           |  |
| Ojo 24’ | Marcatori |  |

| Arbitro: | Sergej Karasëv |

|                            |           |  |
| Toornstra 49’ Karsdorp 80’ | Marcatori |  |

| Arbitro: | Manuel Schüttengruber |

|                            |           |             |
| Assalé 50’ Fassnacht 90+3’ | Marcatori | 44’ Morelos |

| Arbitro: | Jakob Kehlet |

|                                    |           |  |
| Assalé 14’ (rig.) Nsame 28’ (rig.) | Marcatori |  |

| Arbitro: | Nikola Dabanović |

|          |           |             |
| Díaz 36’ | Marcatori | 44’ Morelos |

| Arbitro: | Paweł Gil |

|                     |           |               |
| Berghuis 18’ (rig.) | Marcatori | 71’ Spielmann |

| Arbitro: | Davide Massa |

|                       |           |  |
| Morelos 69’ Davis 73’ | Marcatori |  |

| Arbitro: | Tamás Bognár |

|              |           |                    |
| Fassnacht 6’ | Marcatori | 76’, 79’ Aboubakar |

| Arbitro: | Damir Skomina |

|                              |           |                  |
| Toornstra 33’ Sinisterra 68’ | Marcatori | 53’, 65’ Morelos |

| Arbitro: | Deniz Aytekin |

|                                        |           |                           |
| Díaz 14’ Malacia 16’ (aut.) Soares 34’ | Marcatori | 19’ Botteghin 22’ Larsson |

| Arbitro: | Felix Brych |

|             |           |                    |
| Morelos 30’ | Marcatori | 89’ (aut.) Barišić |

### Gruppo H
| Squadra     | Pt | G | V | N | P | GF | GS | DG |
| ----------- | -- | - | - | - | - | -- | -- | -- |
| Espanyol    | 11 | 6 | 3 | 2 | 1 | 12 | 4  | +8 |
| Ludogorec   | 8  | 6 | 2 | 2 | 2 | 10 | 10 | 0  |
| Ferencváros | 7  | 6 | 1 | 4 | 1 | 5  | 7  | -2 |
| CSKA Mosca  | 5  | 6 | 1 | 2 | 3 | 3  | 9  | -6 |

| Arbitro: | Irfan Peljto |

|                                                      |           |            |
| Wanderson 48’ Lukoki 50’ Keșerü 52’, 68’, 73’ (rig.) | Marcatori | 11’ Diveev |

| Arbitro: | Nikola Dabanović |

|            |           |                       |
| Vargas 60’ | Marcatori | 10’ (aut.) Javi López |

| Arbitro: | Bartosz Frankowski |

|  |           |                            |
|  | Marcatori | 1’ Lukoki 40’, 64’ Forster |

| Arbitro: | Ali Palabıyık |

|  |           |                        |
|  | Marcatori | 64’ Wu 90+5’ Campuzano |

| Arbitro: | Pavel Orel |

|  |           |           |
|  | Marcatori | 86’ Varga |

| Arbitro: | Aliyar Aghayev |

|  |           |               |
|  | Marcatori | 13’ Campuzano |

| Budapest 7 novembre 2019, ore 21:00 CET 4ª giornata | Ferencváros        | 0 – 0 referto | CSKA Mosca | Groupama Arena (18 153 spett.)\| Arbitro: \| Aleksandar Stavrev \| |
| Arbitro:                                            | Aleksandar Stavrev |               |            |                                                                    |

| Arbitro: | François Letexier |

|                                                                               |           |  |
| Melendo 4’ López 19’ Vargas 36’ (rig.) Campuzano 52’ Pedrosa 73’ Ferreyra 76’ | Marcatori |  |

| Arbitro: | Jakob Kehlet |

|           |           |            |
| Čalov 76’ | Marcatori | 66’ Keșerü |

| Arbitro: | Tiago Martins |

|                                |           |                          |
| Sigér 23’ Škvarka 90+1’ (rig.) | Marcatori | 31’ Melendo 90+6’ Darder |

| Arbitro: | Matej Jug |

|            |           |                 |
| Lukoki 24’ | Marcatori | 90+5’ Signevich |

| Arbitro: | Kevin Blom |

|  |           |            |
|  | Marcatori | 84’ Vlašić |

### Gruppo I
| Squadra       | Pt | G | V | N | P | GF | GS | DG |
| ------------- | -- | - | - | - | - | -- | -- | -- |
| Gent          | 12 | 6 | 3 | 3 | 0 | 11 | 7  | +4 |
| Wolfsburg     | 11 | 6 | 3 | 2 | 1 | 9  | 7  | +2 |
| Saint-Étienne | 4  | 6 | 0 | 4 | 2 | 6  | 8  | -2 |
| Oleksandrija  | 3  | 6 | 0 | 3 | 3 | 6  | 10 | -4 |

| Arbitro: | Roi Reinshreiber |

|                                 |           |                                |
| David 2’, 43’ Perrin 64’ (aut.) | Marcatori | 38’ Khazri 75’ (aut.) Kaminski |

| Arbitro: | Halis Özkahya |

|                                    |           |            |
| Arnold 20’ Mehmedi 24’ Brekalo 67’ | Marcatori | 66’ Banada |

| Arbitro: | Jens Maae |

|            |           |             |
| Sitalo 60’ | Marcatori | 6’ Depoitre |

| Arbitro: | Craig Pawson |

|                   |           |             |
| Kolodziejczak 13’ | Marcatori | 15’ William |

| Arbitro: | Espen Eskås |

|                  |           |                          |
| Gabriel Silva 8’ | Marcatori | 14’ (aut.) Gabriel Silva |

| Arbitro: | Sergej Ivanov |

|                     |           |                           |
| Jaremčuk 41’, 90+4’ | Marcatori | 3’ Weghorst 24’ J. Victor |

| Arbitro: | João Pinheiro |

|                                |           |                              |
| Bezborod'ko 84’ Zaderaka 90+1’ | Marcatori | 24’ (rig.) Khazri 72’ Camara |

| Arbitro: | Massimiliano Irrati |

|               |           |                                              |
| J. Victor 20’ | Marcatori | 50’ Jaremčuk 65’ Depoitre 76’ Ngadeu-Ngadjui |

| Saint-Étienne 28 novembre 2019, ore 18:55 CET 5ª giornata | Saint-Étienne | 0 – 0 referto | Gent | Stadio Geoffroy-Guichard (25 315 spett.)\| Arbitro: \| Irfan Peljto \| |
| Arbitro:                                                  | Irfan Peljto  |               |      |                                                                        |

| Arbitro: | Manuel Schüttengruber |

|  |           |                       |
|  | Marcatori | 45+1’ (rig.) Weghorst |

| Arbitro: | Radu Petrescu |

|                  |           |                  |
| Depoitre 7’, 16’ | Marcatori | 54’ Mirošničenko |

| Arbitro: | Paul Tierney |

|                  |           |  |
| Paulo Otávio 52’ | Marcatori |  |

### Gruppo J
| Squadra             | Pt | G | V | N | P | GF | GS | DG |
| ------------------- | -- | - | - | - | - | -- | -- | -- |
| İstanbul Başakşehir | 10 | 6 | 3 | 1 | 2 | 7  | 9  | -2 |
| Roma                | 9  | 6 | 2 | 3 | 1 | 12 | 6  | +6 |
| Borussia M'gladbach | 8  | 6 | 2 | 2 | 2 | 6  | 9  | -3 |
| Wolfsberger         | 5  | 6 | 1 | 2 | 3 | 7  | 8  | -1 |

| Arbitro: | Javier Estrada Fernández |

|                                                                |           |  |
| Júnior Caiçara 42’ (aut.) Džeko 58’ Zaniolo 71’ Kluivert 90+3’ | Marcatori |  |

| Arbitro: | Tamás Bognár |

|  |           |                                             |
|  | Marcatori | 13’ Weissman 31’, 68’ Leitgeb 41’ Ritzmaier |

| Arbitro: | Tiago Martins |

|            |           |                |
| Liendl 51’ | Marcatori | 27’ Spinazzola |

| Arbitro: | Stuart Attwell |

|           |           |                |
| Višća 55’ | Marcatori | 90+1’ Herrmann |

| Arbitro: | Irfan Peljto |

|             |           |  |
| Kahveci 78’ | Marcatori |  |

| Arbitro: | William Collum |

|             |           |                     |
| Zaniolo 32’ | Marcatori | 90+5’ (rig.) Stindl |

| Arbitro: | Sandro Schärer |

|  |           |                                    |
|  | Marcatori | 73’ (rig.) Višća 84’, 87’ Crivelli |

| Arbitro: | Jesús Gil |

|                               |           |           |
| Fazio 35’ (aut.) Thuram 90+5’ | Marcatori | 64’ Fazio |

| Arbitro: | Ovidiu Hațegan |

|  |           |                                            |
|  | Marcatori | 30’ (rig.) Veretout 41’ Kluivert 45’ Džeko |

| Arbitro: | Serdar Gözübüyük |

|  |           |            |
|  | Marcatori | 60’ Stindl |

| Arbitro: | Craig Pawson |

|                             |           |                                  |
| Perotti 7’ (rig.) Džeko 19’ | Marcatori | 10’ (aut.) Florenzi 64’ Weissman |

| Arbitro: | José María Sánchez Martínez |

|            |           |                            |
| Thuram 33’ | Marcatori | 44’ Kahveci 90+1’ Crivelli |

### Gruppo K
| Squadra           | Pt | G | V | N | P | GF | GS | DG |
| ----------------- | -- | - | - | - | - | -- | -- | -- |
| Braga             | 14 | 6 | 4 | 2 | 0 | 15 | 9  | +6 |
| Wolverhampton     | 13 | 6 | 4 | 1 | 1 | 11 | 5  | +6 |
| Slovan Bratislava | 4  | 6 | 1 | 1 | 4 | 10 | 13 | -3 |
| Beşiktaş          | 3  | 6 | 1 | 0 | 5 | 6  | 15 | -9 |

| Arbitro: | Kristo Tohver |

|                                           |           |                                        |
| Šporar 14’, 58’ Ljubičić 90+3’ Moha 90+4’ | Marcatori | 29’ (rig.) Ljajić 45+1’ (aut.) Božikov |

| Arbitro: | Jakob Kehlet |

|  |           |           |
|  | Marcatori | 71’ Horta |

| Arbitro: | Adrien Jaccottet |

|                            |           |                                     |
| Bruno Viana 31’ Galeno 63’ | Marcatori | 45+4’ Šporar 87’ (aut.) Bruno Viana |

| Arbitro: | Harald Lechner |

|  |           |            |
|  | Marcatori | 90+3’ Boly |

| Arbitro: | Alejandro Hernández Hernández |

|           |           |                       |
| Nayir 71’ | Marcatori | 38’ Horta 80’ Eduardo |

| Arbitro: | Jevhen Aranovs'kyj |

|            |           |                              |
| Šporar 11’ | Marcatori | 58’ Saïss 64’ (rig.) Jiménez |

| Arbitro: | Gediminas Mažeika |

|                               |           |          |
| Paulinho 14’, 37’ Eduardo 81’ | Marcatori | 29’ Boyd |

| Arbitro: | Bas Nijhuis |

|               |           |  |
| Jiménez 90+2’ | Marcatori |  |

| Arbitro: | Enea Jorgji |

|                              |           |            |
| Roco 75’ Ljajić 90+2’ (rig.) | Marcatori | 35’ Daniel |

| Arbitro: | Aljaksej Kul'bakoŭ |

|                                      |           |                                    |
| Horta 6’ Paulinho 65’ Fransérgio 79’ | Marcatori | 14’ Jiménez 34’ Doherty 35’ Traoré |

| Arbitro: | Paweł Gil |

|                          |           |                                                               |
| Šporar 42’ Rharsalla 70’ | Marcatori | 44’ Rui Fonte 72’ Francisco 75’ (aut.) Božikov 90+3’ Paulinho |

| Arbitro: | Andris Treimanis |

|                                         |           |  |
| Diogo Jota 58’, 63’, 69’ Dendoncker 67’ | Marcatori |  |

### Gruppo L
| Squadra        | Pt | G | V | N | P | GF | GS | DG  |
| -------------- | -- | - | - | - | - | -- | -- | --- |
| Manchester Utd | 13 | 6 | 4 | 1 | 1 | 10 | 2  | +8  |
| AZ Alkmaar     | 9  | 6 | 2 | 3 | 1 | 15 | 8  | +7  |
| Partizan       | 8  | 6 | 2 | 2 | 2 | 10 | 10 | 0   |
| Astana         | 3  | 6 | 1 | 0 | 5 | 4  | 19 | -15 |

| Arbitro: | Marco Guida |

|                        |           |                      |
| Natkho 42’ (rig.), 61’ | Marcatori | 13’ Stengs 67’ Boadu |

| Arbitro: | François Letexier |

|               |           |  |
| Greenwood 73’ | Marcatori |  |

| Arbitro: | Mohammed Al-Hakim |

|                  |           |                |
| Sigurjónsson 85’ | Marcatori | 29’, 73’ Sadiq |

| L'Aia 3 ottobre 2019, ore 18:55 CEST 2ª giornata | AZ Alkmaar        | 0 – 0 referto | Manchester Utd | Cars Jeans Stadion (13 863 spett.)\| Arbitro: \| Gediminas Mažeika \| |
| Arbitro:                                         | Gediminas Mažeika |               |                |                                                                       |

| Arbitro: | Enea Jorgji |

|                                                                                    |           |  |
| Koopmeiners 39’ (rig.), 83’ (rig.) Boadu 43’ Stengs 77’ Sugawara 85’ Idrissi 90+2’ | Marcatori |  |

| Arbitro: | Javier Estrada Fernández |

|  |           |                    |
|  | Marcatori | 43’ (rig.) Martial |

| Arbitro: | Mads-Kristoffer Kristoffersen |

|  |           |                                                         |
|  | Marcatori | 29’, 77’ Boadu 52’ Midtsjø 57’ Idrissi 76’ Chatzīdiakos |

| Arbitro: | Mattias Gestranius |

|                                        |           |  |
| Greenwood 22’ Martial 33’ Rashford 49’ | Marcatori |  |

| Arbitro: | Donatas Rumšas |

|                              |           |             |
| Şomko 55’ Bernard 62’ (aut.) | Marcatori | 10’ Lingard |

| Arbitro: | Daniel Stefański |

|                   |           |                      |
| Druijf 88’, 90+2’ | Marcatori | 16’ Asano 27’ Soumah |

| Arbitro: | Filip Glova |

|                                    |           |             |
| Soumah 4’ Sadiq 22’, 76’ Asano 26’ | Marcatori | 79’ Rotariu |

| Arbitro: | Sandro Schärer |

|                                              |           |  |
| Young 53’ Greenwood 58’, 64’ Mata 62’ (rig.) | Marcatori |  |